# Faxinal dos Guedes
Faxinal dos Guedes là một đô thị thuộc bang Santa Catarina, Brasil. Đô thị này có diện tích 339,637 km², dân số năm 2007 là 10339 người, mật độ 35 người/km².